# 루크 캠벨 (권투 선수)
루크 캠벨 MBE(영어: Luke Campbell, 1987년 9월 27일~)은 영국, 잉글랜드의 전직 권투 선수이다. 2012년 하계 올림픽에서 남자 밴텀급 금메달을 획득했고 2017년에는 WBC 라이트급 챔피언에 올랐다.